# الحصان في الجزائر

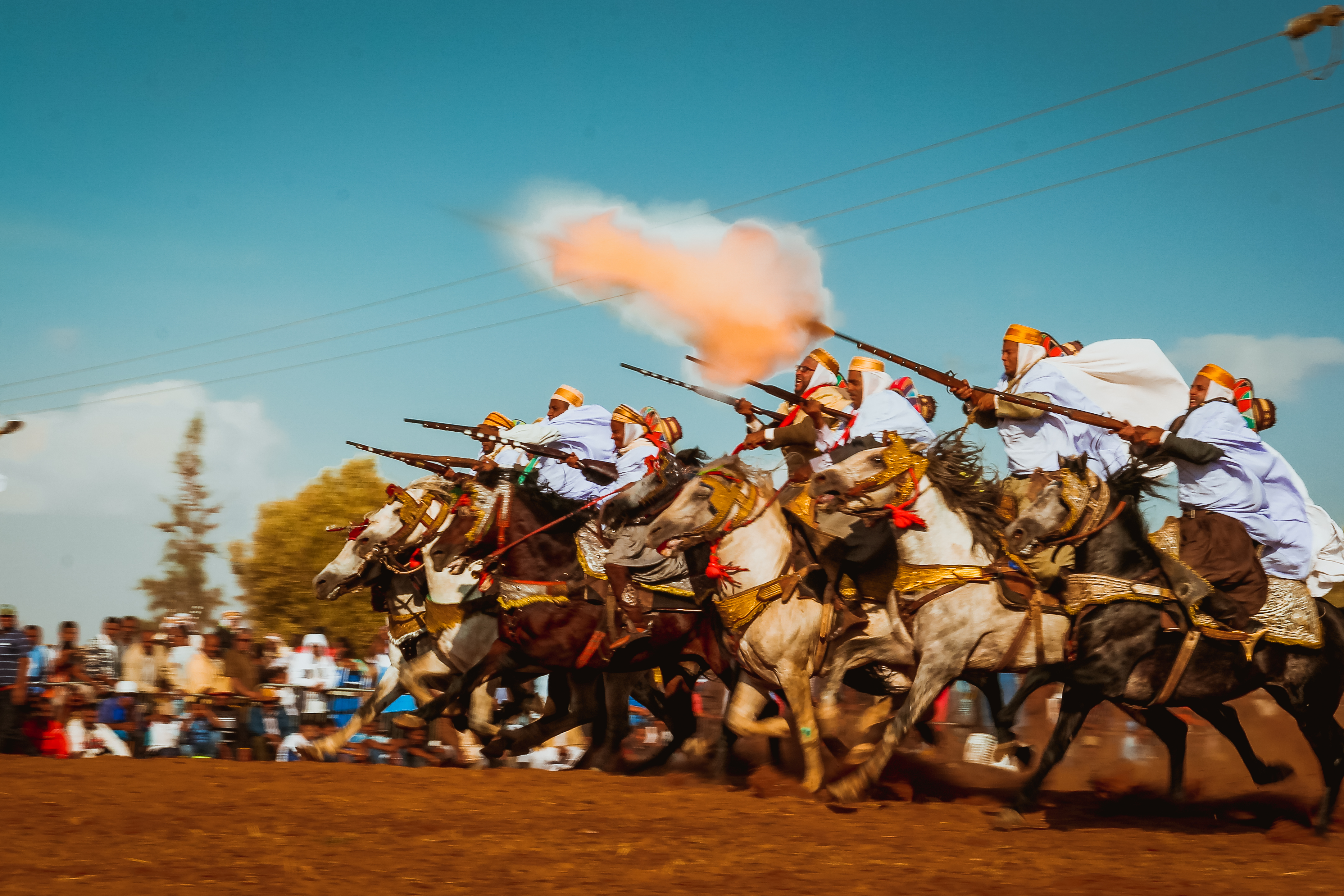

في الجزائر، يوجد الحصان من خلال الممارسات التقليدية مثل الفنتازيا، بالإضافة إلى القطاع الخاص بسباقات الخيول التي تشمل سباقات الجر على الدواليب، وهي فريدة من نوعها في إفريقيا.
كان الحصان يومًا ما شائعًا، لكنه أصبح أكثر ندرة بكثير بسبب حظر الرهانات على الخيول والحرب الأهلية الجزائرية. تربية الخيول ضعيفة التطور كثيرًا، حيث سجل 43,579 حصانًا فقط في عام 2003. بالمقارنة، تمتلك الجزائر خيولًا أقل بعشر مرات تقريبًا من المغرب. الحصان البربري، وخاصة العربي البربري، هما السلالتان الأكثر شيوعًا في الجزائر.

## تاريخ

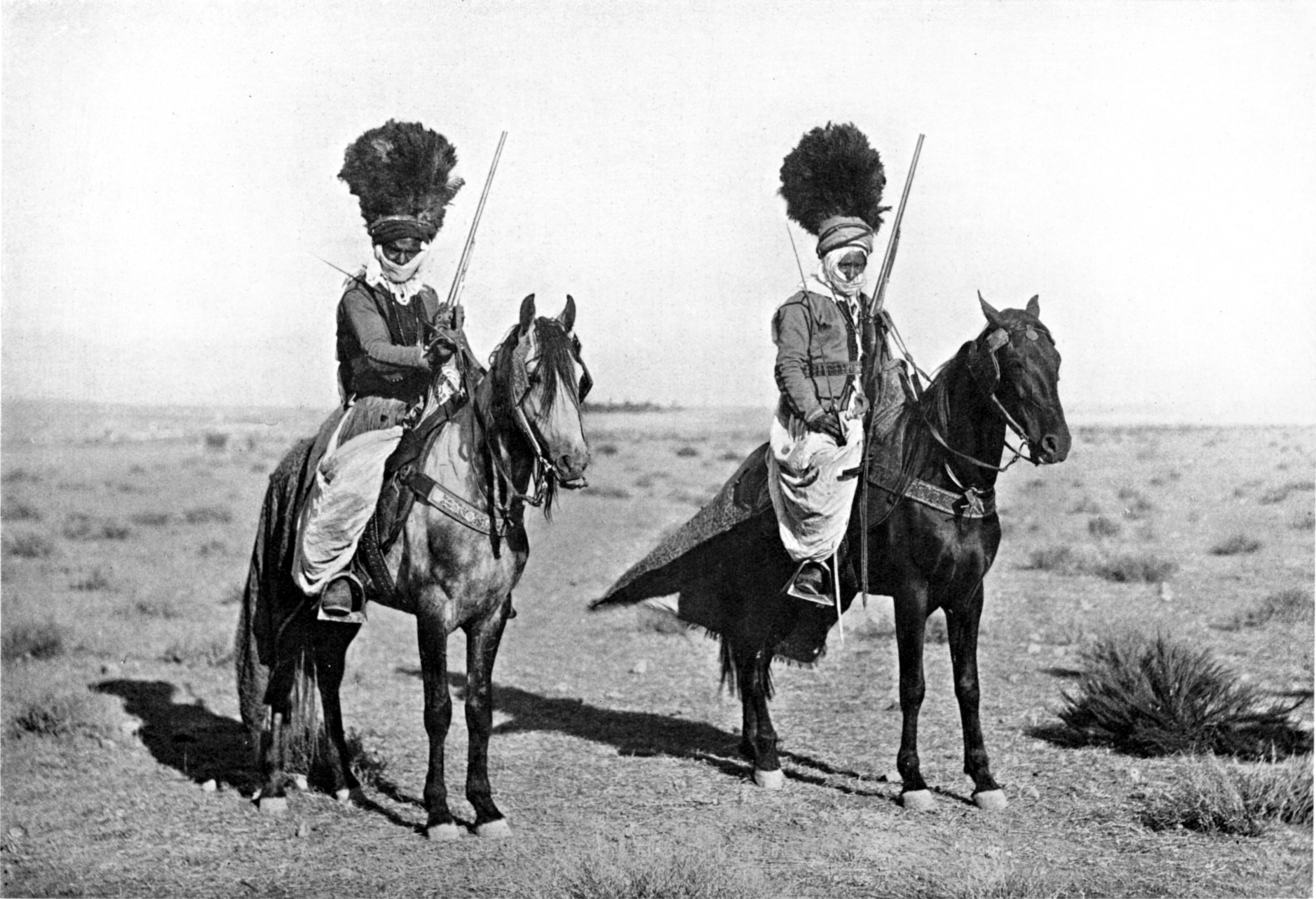
الفرسان الجزائريون سنة 1912

أول ذكر معروف لوجود الخيول على الأراضي الجزائرية يتعلق بحفيد الملك المصري تحتمس الأول. ووفقًا لمالك شبل،فإن التقاليد الجزائرية ترجع أصل الحصان إلى أفراس النبي محمد  الخمسة، من جنس الكحيلان. ومزجت هذه السلالة لاحقًا مع سلالات الصقلاوي والشويمان. ومع ذلك، يُعتبر الحصان البربري، بدلاً من العربي، من سلالة الخيول المميزة في البلدان المغاربية.

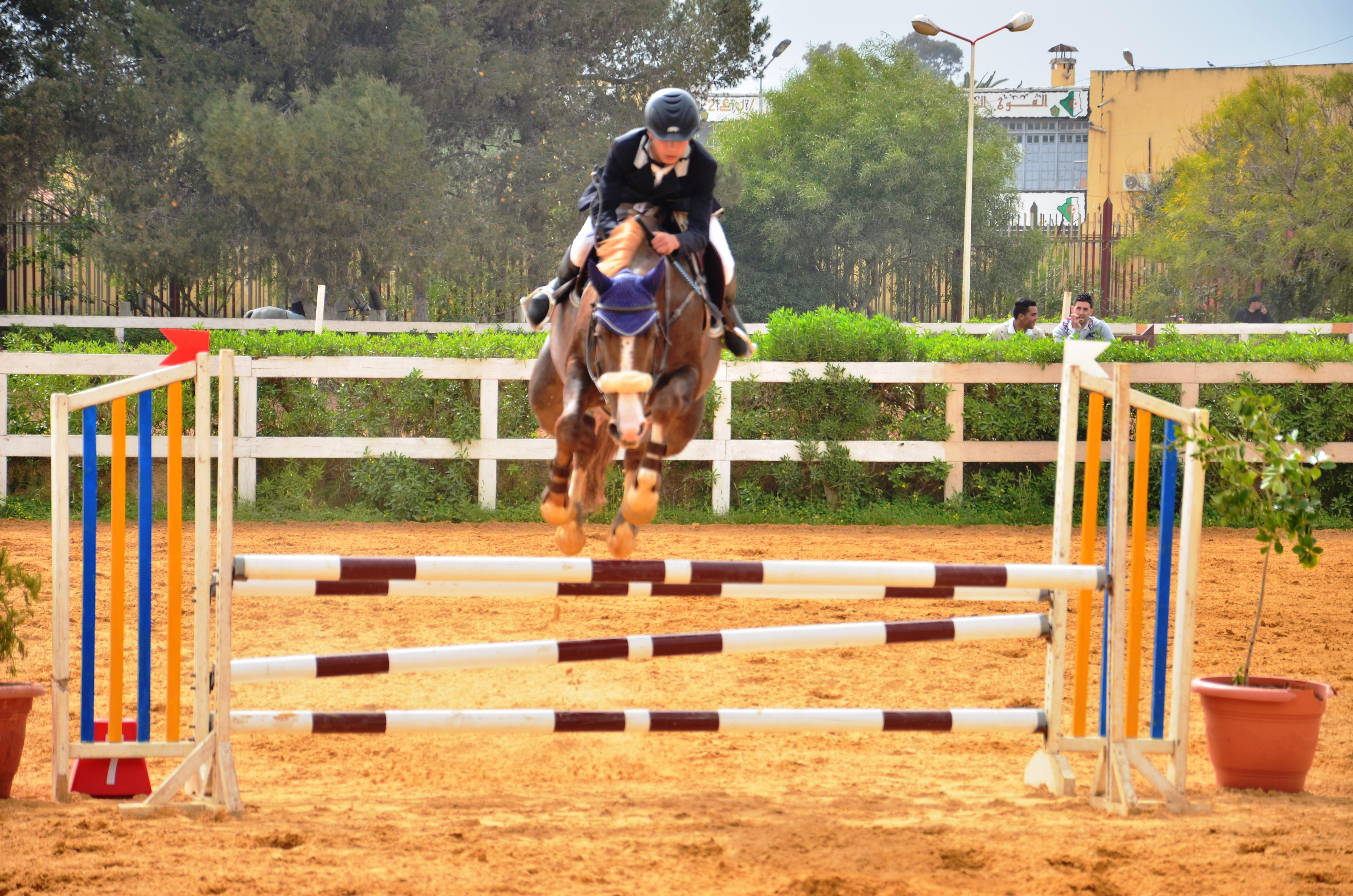
قفز الحواجز في الجزائر

عند وصول الفرنسيين إلى إيالة الجزائر في عام 1830، الذي أدى إلى استخدام قوي للخيل البربرية كحصان للفرسان الخفيفة. في الواقع، كانت الخيول الفرنسية ثقيلة الوزن جدا وغير ملائمة للمهام المطلوبة، لذا اعتمد الفرنسيون تمامًا على الخيول المحلية. وأنشأ أول مستودع للخيول بهدف ضمان هذا التوريد في الأعوام 1840 و 1850؛ وفي بمرور الوقت، نظم الفرنسيون تربية الخيول في الجزائر.

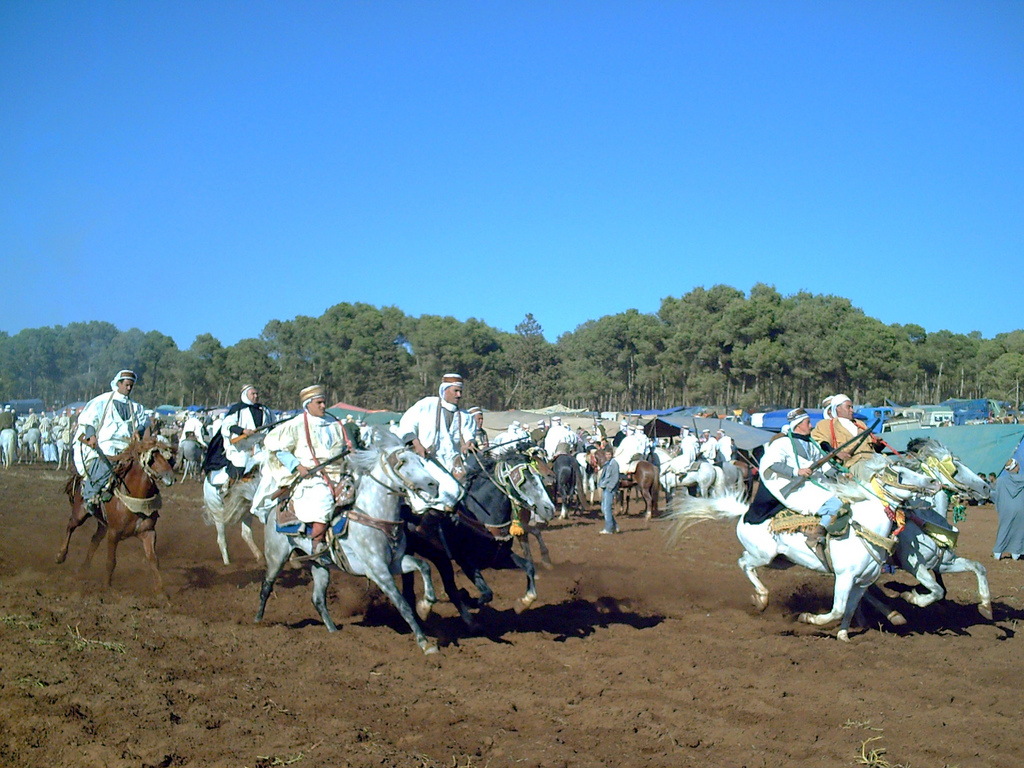
معرض فانتازيا بمستغانم سنة 2008.

في عام 1851، أدى نشر كتاب "خيول الصحراء [الفرنسية]" إلى اندفاع شديد للفرسان العرب في فرنسا: أمر نابليون الثالث المستودعات الفرنسية بشراء هذا النوع من الخيول. وفي عام 1866، أوصى تشارلز دي ميفراي بتأسيس حصن للخيول من نوع "كحيلان" في الجزائر.

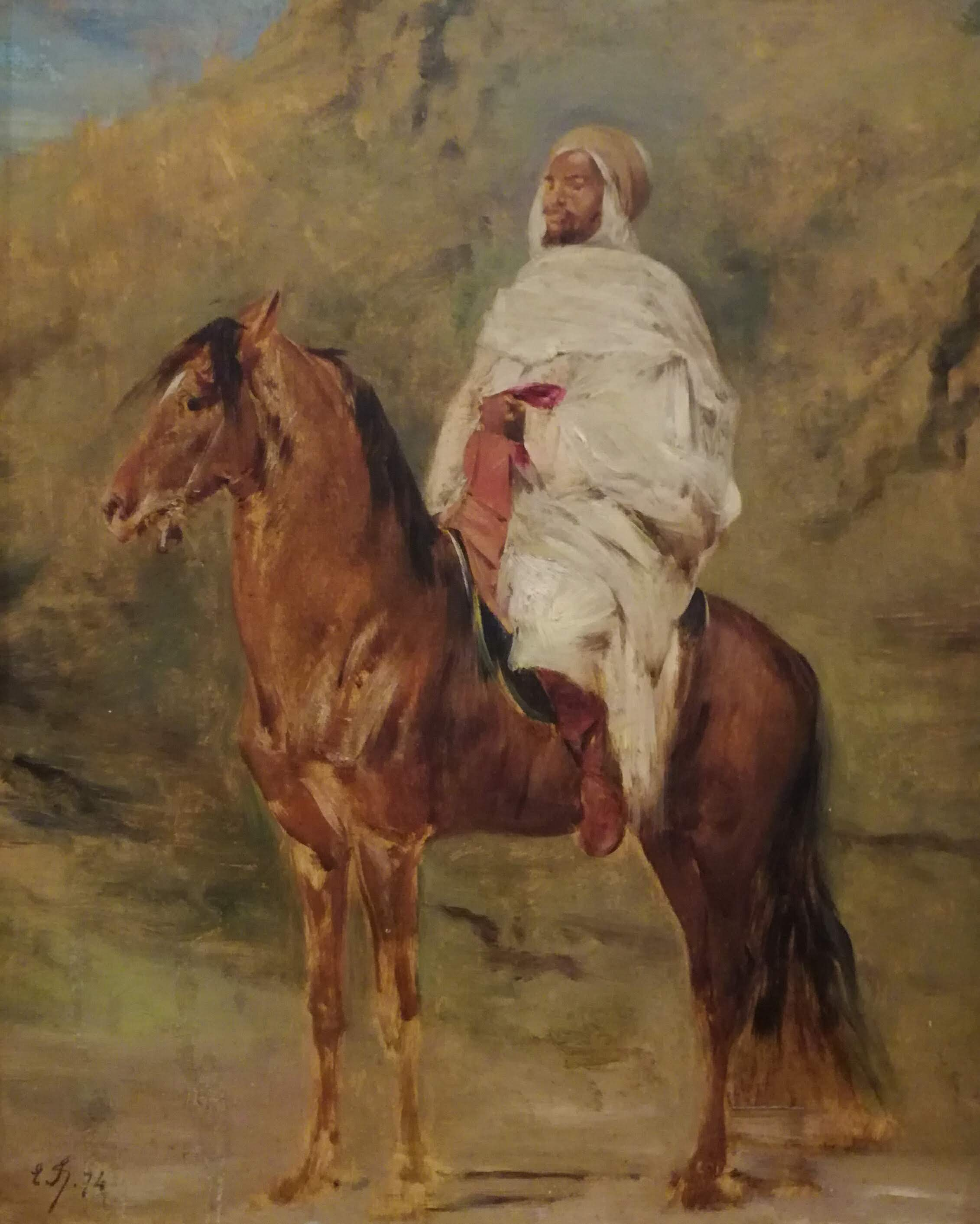
الفارس، لوحة للمستشرق يوجين فرومنتان =، معروضة بمتحف الجزائر للفنون الجميلة.

في سبعينيات القرن الماضي، كان سباق الخيل يحظى بشعبية كبيرة. ومع ذلك، في عام 1977، حظرت الرهانات على السباقات المنظمة في الخارج، مما أدى إلى تراجع تدريجي لهذا القطاع، وتفاقمت الأمور مع ظهور الإسلاموية والحرب الأهلية الجزائرية. تناقص عدد الخيول بشكل كبير بين الثمانينيات والتسعينيات. في عام 1986، تقديرات التعداد أشارت إلى وجود ما لا يقل عن 90,000 حصان من سلالة الحصان العربي البربري في الجزائر، و38,000 حصان بربري. وفي عام 1992، تقديرات جديدة أشارت إلى وجود حوالي 32,000 حصان من سلالة الحصان العربي البربري، والتقديرات في تنازل.